# Rendezvous with Rama (Computerspiel)
Rendezvous with Rama ist ein Computerspiel der US-amerikanischen Firma Telarium (früher: Trillium) aus dem Jahr 1984. Es gehört zum Genre der Textadventures und basiert auf dem Roman Rendezvous mit 31/439 des Schriftstellers Arthur C. Clarke.

## Handlung
Das Science-Fiction-Adventure spielt im 22. Jahrhundert. Der Spieler ist Kommandant des Raumschiffs Endeavour. Seine Aufgabe ist die Erforschung eines außerirdischen Raumschiffs (benannt nach dem Hindugott Rama), das im Sonnensystem auftaucht und sich der Erde nähert. Nebenfiguren des Spiels sind drei Besatzungsmitglieder der Endeavour und vier organische, affenähnliche Roboter ("Simps"). Bei der Erkundung des fremden Raumschiffs wird der Spieler von dem Simp Goldie begleitet.

## Spielprinzip und Technik
Rendezvous with Rama ist ein Textadventure, das heißt, Umgebung und Geschehnisse werden als Bildschirmtext ausgegeben und die Visualisierung obliegt zum größten Teil der Fantasie des Spielers. Im Gegensatz zu klassischen Textadventures, die über keinerlei grafische Ausschmückung verfügen, wartet das Spiel mit einem Bild der jeweiligen Umgebung auf. Dieses nimmt standardmäßig etwa 40 % des Bildschirms ein, die unteren 60 % dienen der Textaus- und -eingabe. Die Steuerung des Adventures erfolgt über die Tastatur. Die Spielebefehle werden über einen Text-Parser eingegeben, der neben einzelnen englischen Worten auch komplexe Sätze verarbeiten kann. Für die Lösung des Spiels gibt es ein Zeitlimit.

## Produktionsnotizen
Das Spiel hat eine zweidimensionale Grafik, eine Titelmelodie und Soundeffekte. Es wurde für die Plattformen C 64, DOS, MSX2 und Apple II umgesetzt. Die Portierung für MSX2-Systeme ist eine Übersetzung ins Spanische („Cita con Rama“) und mit neuen Illustrationen ausgestattet.
Das Adventure basiert auf dem Roman Rendezvous mit 31/439 des Schriftstellers Arthur C. Clarke. Clarke schrieb dabei für das Adventure einen vom Buch abweichenden, neuen Schluss. Federführend wurde die Entwicklung von Byron Preiss und seiner Firma Byron Preiss Video Productions verantwortet. Da Clarke damals in Sri Lanka lebte, erfolgte die Zusammenarbeit zwischen ihm und dem Entwickler Ronald Martinez – abgesehen von zwei Autorentreffen – hauptsächlich per E-Mail und Telefon, wie Byron Preiss schilderte („In the course of working on the game, he would often send us messages on the computer that someone would call up and dictate“). Der elektronische Versand von Manuskripten sei für Clarke Anfang der 1980er-Jahre nicht unüblich gewesen; so habe er auch Buch-Manuskripte von Sri Lanka aus per Mail via Satellit an seinen Verlag geschickt. Für das Design des Alien-Raumschiffes in Rendezvous with Rama wurden Architekten hinzugezogen.

## Rezeption
In den 1980er-Jahren wurden in der Spielerezension einer Computerzeitschrift die Komplexität der Handlung und die vielfältigen Dialogmöglichkeiten mit den anderen Spielfiguren hervorgehoben.
Eine Untersuchung aus dem Jahr 2005 stellte das von Arthur C. Clarke mit entwickelte Spiel in eine Reihe mit anderen literaturnahen Adventures der Firma Telarium, die sich auf erzählerische Elemente konzentrierten.